# Anticitera
Anticitera (en grec Αντικύθηρα, Andikíthira) és una illa grega a la prefectura o nomós de l'Àtica, situada al sud del Peloponès i de Citera, i al nord-oest de Creta, amb una extensió de 20 km². S'ha fet especialment famosa per la troballa el 1900 de l'anomenat mecanisme d'Anticitera, el més antic sistema mecànic de computació conegut, datat aproximadament al 87 aC.
Antikythera també pot referir-se a l'estret d'Antikythera, a través del qual l'aigua mediterrània entra al mar de Creta.

## Geografia
La seva superfície terrestre és de 20,43 quilòmetres quadrats i es troba a 38 quilòmetres al sud-est de Kythira. És la part més allunyada de la regió àtica des del seu cor a l'àrea metropolitana d'Atenes. Té forma de pastís, de 10,5 km ENN a SSE per 3,4 km ENE a WSW. Destaca per la ubicació de la descoberta del mecanisme Antikythera i per la històrica ruïna d'Antikythera.
El seu principal assentament i port és Potamós (pop. 34 habitants al cens de 2011). Els únics altres assentaments són Galanianá (pop. 15) i Charchalianá (pop. 19). El transbordador F / B Ionis de la companyia nàutica Ablemon visita periòdicament a Antikythera en el seu recorregut entre Pireu (Atenes) i Kissamos-Kastelli a Creta.

## Fauna
Anticitera és un lloc molt important per a les aus migratòries durant els seus moviments estacionals, a causa de la seva posició geogràfica i de certes característiques (una illa longitudinal, amb direcció nord-sud i un impacte humà molt baix). A més, l'illa acull la colònia reproductora més gran del falcó d'Eleonora (Falco eleonorae) del món. La importància d'Antikythera per a l'estudi de la migració d'aus va portar a la creació de l'Observatori d'Onitològics de l'Observatori Antikythera (A.B.O). L'illa també compta amb una gran població de cabres salvatges

## Galeria

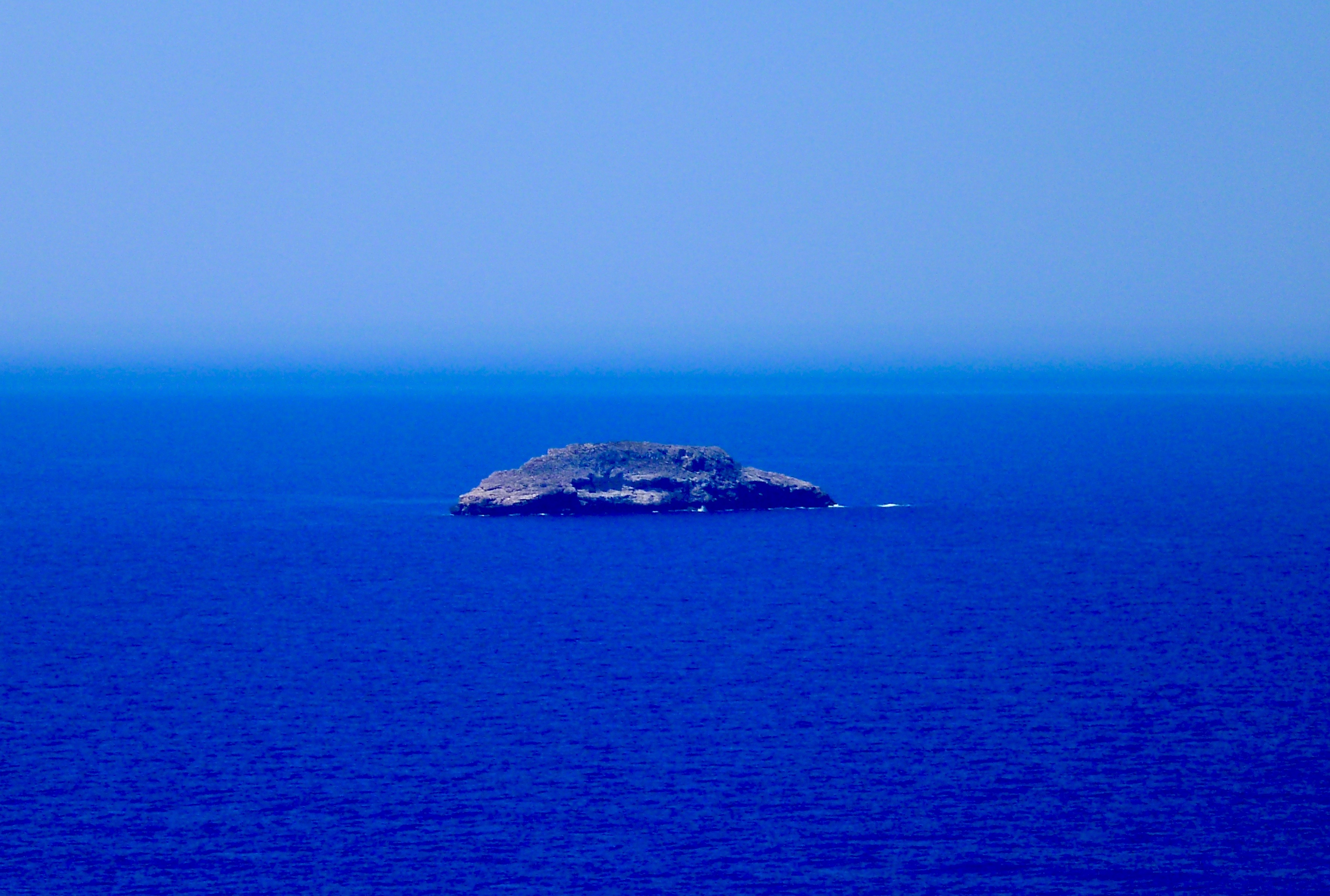
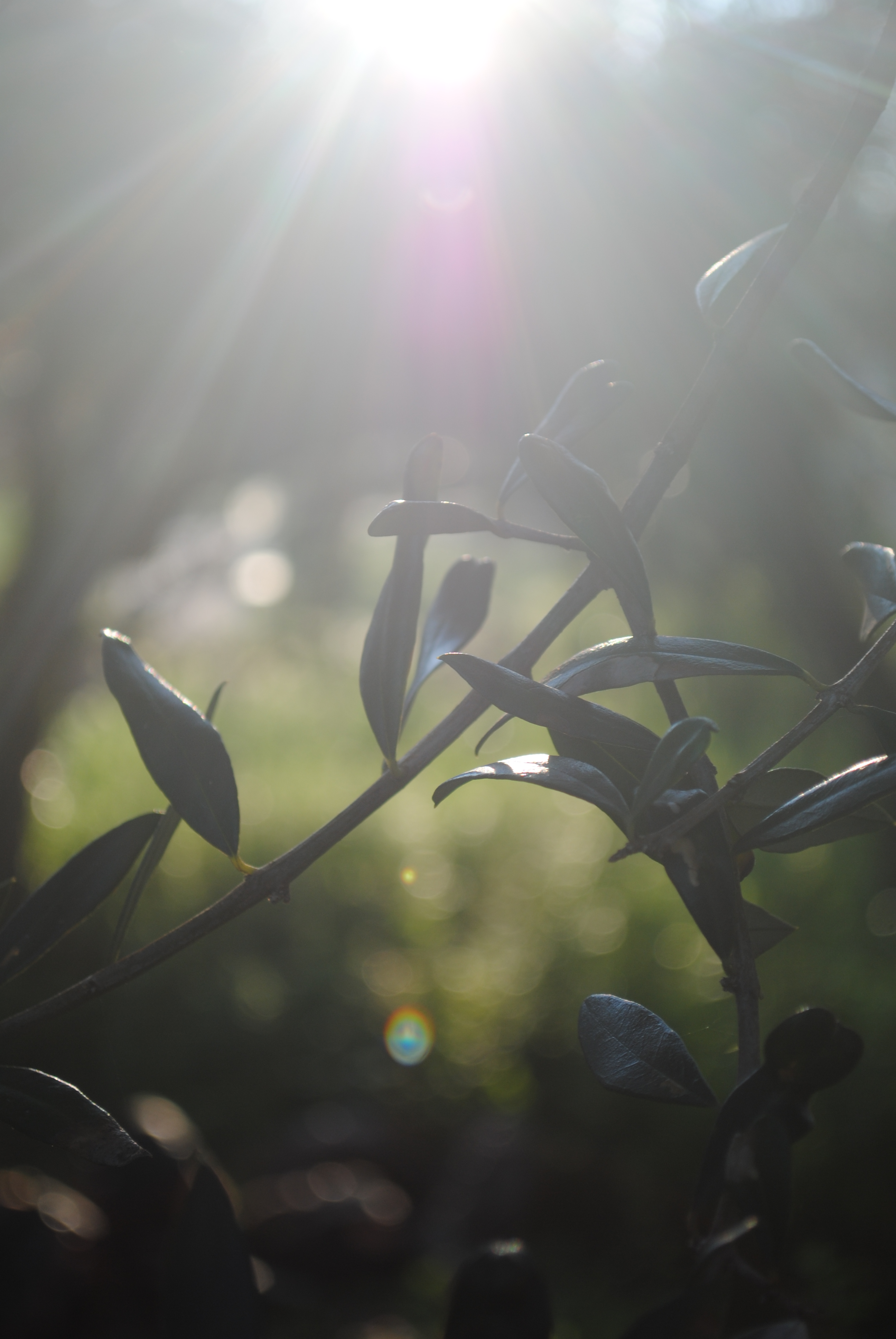
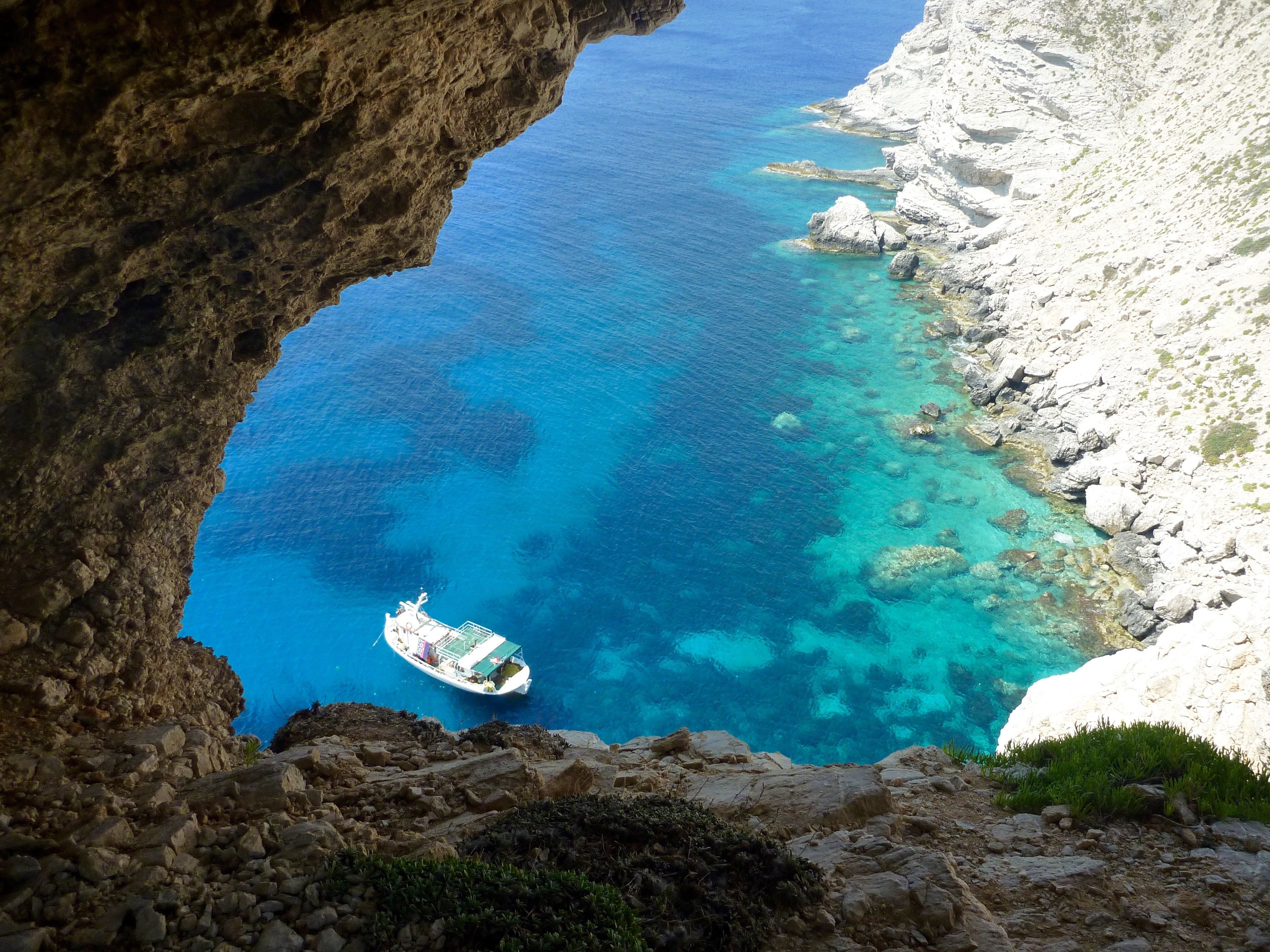
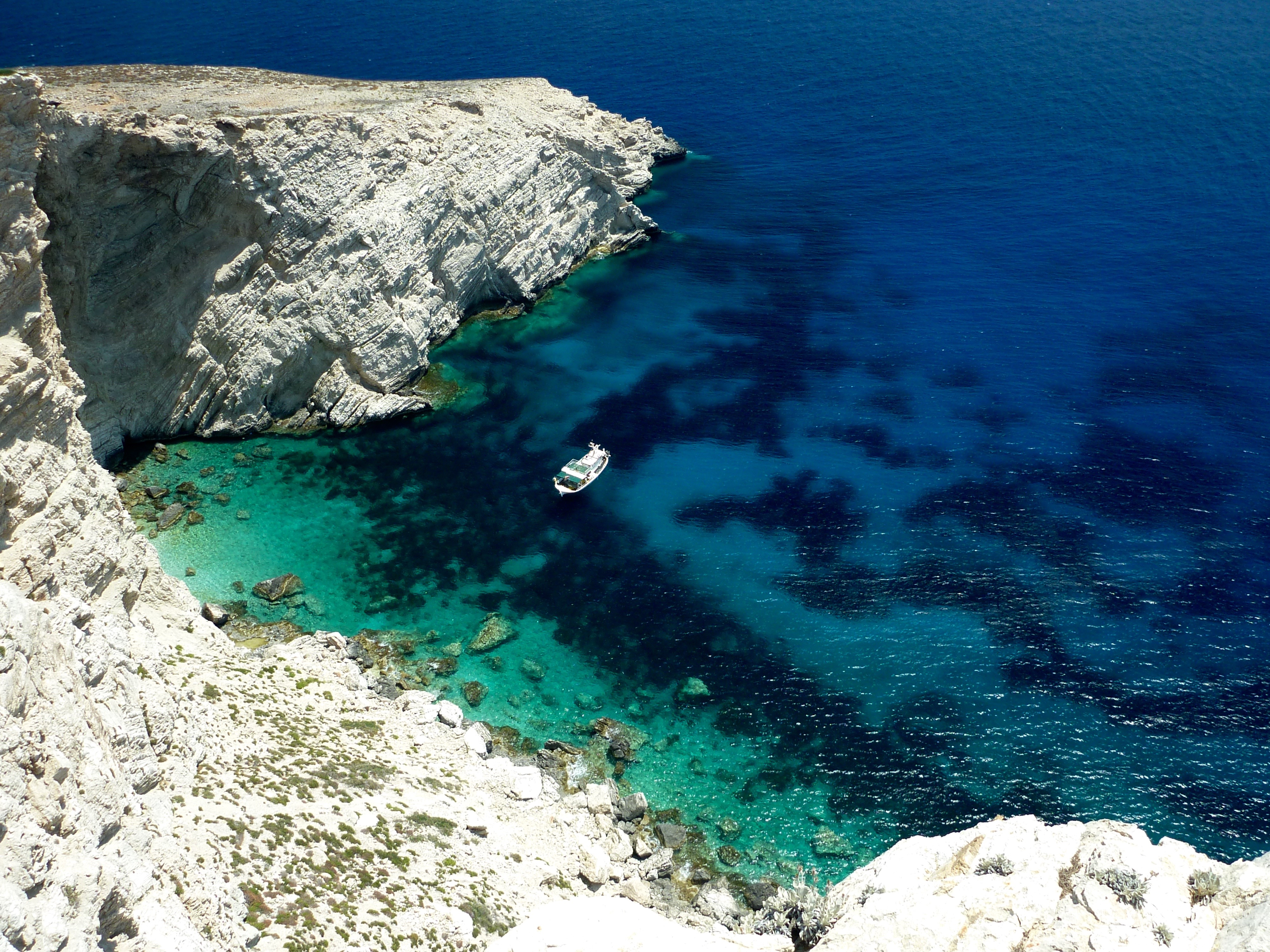
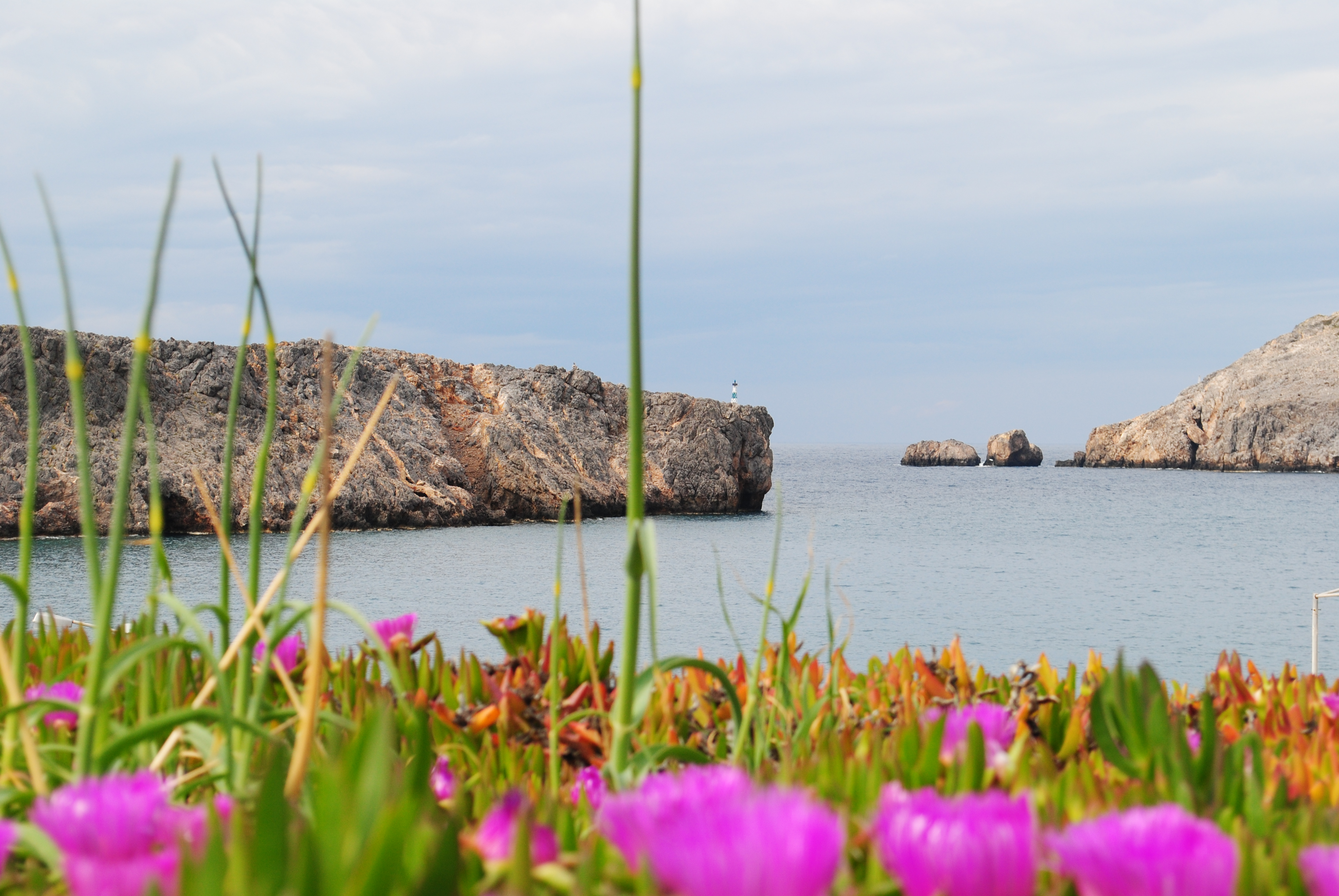
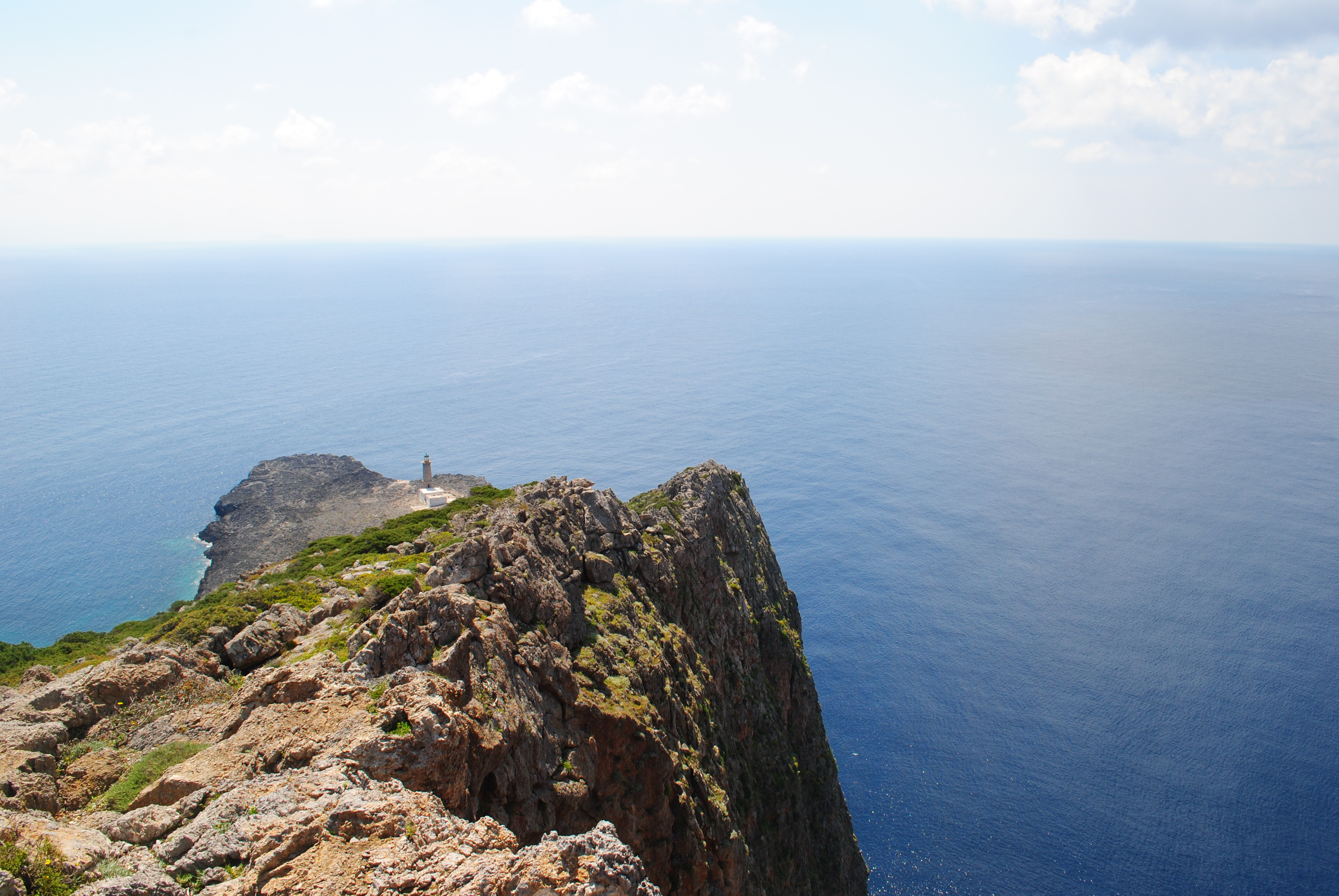